# A Is for Alien
A Is for Alien é a quinta coletânea de contos de Caitlín R. Kiernan, a primeira dedicada inteiramente à sua obra de ficção científica. Foi publicado pela Subterranean Press em 2009. A arte da capa foi fornecida por Jacek Yerka e as ilustrações internas por Vince Locke. O livro termina com um posfácio de Elizabeth Bear. "'Ode' a Katan Amano" apareceu originalmente na coleção de "erótica estranha" de Kiernan de 2005, Frog Toes and Tentacles. "A Season of Broken Dolls" e "In View of Nothing" apareceram originalmente na Sirenia Digest de Kiernan, edições 15 e 16, respectivamente.

## Conteúdo
- "Riding the White Bull"
- "Faces in Revolving Souls"
- "Zero Summer"
- "The Pearl Diver"
- "In View of Nothing"
- "Ode to Katan Amano"
- "A Season of Broken Dolls"
- "Bradbury Weather"
- Posfácio de Elizabeth Bear